# 戈贝尔坦
戈贝尔坦（法語：Gaubertin，法語發音：[ɡobɛʁtɛ̃]）是法国卢瓦雷省的一个市镇，位于该省北部，属于皮蒂维耶区。

## 地理
戈贝尔坦（48°7'18"N, 2°25'21"E）面积7.29 平方千米，位于法国中央-卢瓦尔河谷大区卢瓦雷省，该省份为法国中北部省份，北起埃松省，西北接厄尔-卢瓦省，西南接卢瓦-谢尔省，南至涅夫勒省和谢尔省，东临约讷省，东北接塞纳-马恩省。
与戈贝尔坦接壤的市镇（或旧市镇、城区）包括：欧克西、加蒂奈地区巴维尔、博埃斯、埃格里、日夫赖讷、博蒙迪加蒂奈。

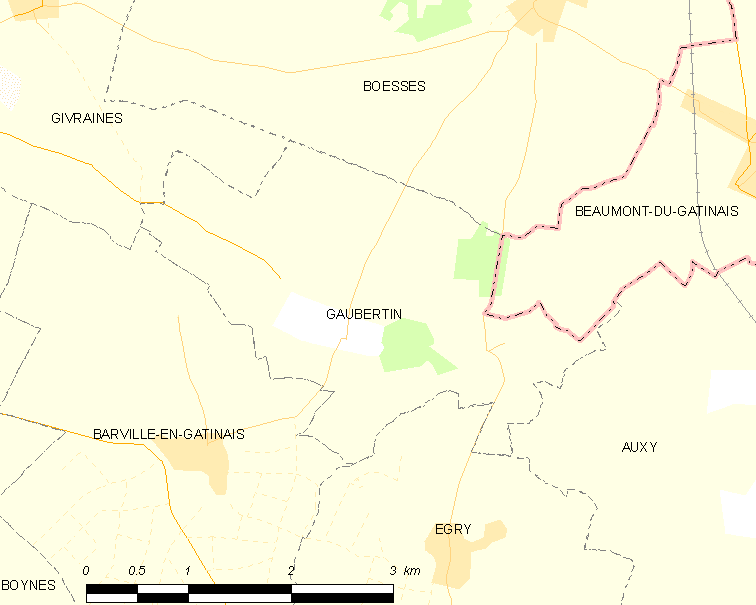
戈贝尔坦的OSM定位图

戈贝尔坦的时区为UTC+01:00、UTC+02:00（夏令时）。

## 行政
戈贝尔坦的邮政编码为45340，INSEE市镇编码为45151。

## 政治
戈贝尔坦所属的省级选区为勒马勒塞布瓦县。

## 人口

1962-2008年间戈贝尔坦人口变化图示

戈贝尔坦于2022年1月1日时的人口数量为251人。